# Džbán (Pražská plošina)
Džbán (363 m n. m.) je významný vrch v Pražské plošině. Nachází v Liboci v Praze na území přírodního parku Šárka-Lysolaje a přírodní rezervace Divoká Šárka. Na jeho vrcholové části se dochovaly pozůstatky  hradiště Šárka. Z jižní, západní a severní strany jej ohraničuje Šárecký potok, který vytéká z vodní nádrže Džbán.

## Popis
Skalní útvar Džbán je tvořen starohorními buližníky a ordovickými křemenci. Jeho povrch je rozčleněn zvětrávacími procesy, jejichž působením vznikly skalní stěny, věže a balvanové proudy. Na jihu je rozdělen epigenetickou soutěskou Šáreckého potoka na Kozákovu a Šestákovu skálu. Soutěska vznikla působením vodní eroze. Severně od vrcholu Džbán pokračuje skalní masiv až k několika skalním věžím včetně Dívčího skoku. V geomorfologickém členění je vrch součástí Pražské plošiny, konkrétně jejího podcelku Kladenská tabule a okrsku Hostivická tabule.

## Hradiště Šárka
Prostor byl osídlen od eneolitu příslušníky řivnáčské kultury. Existence hradiště je doložena v raném středověku; vzniklo pravděpodobně v osmém století.